# Новониколаевский (Татарстан)
Новониколаевский (тат. Яңа Николаевски, тат. Никалайски, Nikalayski) — посёлок в Зеленодольском районе Республики Татарстан России. Входит в состав Осиновского сельского поселения.

## География
Посёлок находится в западной части Татарстана, в зоне хвойно-широколиственных лесов, к югу от автотрассы М7, на расстоянии примерно 25 километров (по прямой) к востоку-северо-востоку от города Зеленодольска, административного центра района. Абсолютная высота — 121 метр над уровнем моря.

### Климат
Климат характеризуются как умеренно континентальный, с умеренно холодной продолжительной зимой и тёплым летом. Среднегодовая температура воздуха составляет 4,1 °С. Средняя температура воздуха самого холодного месяца (января) — −10,8 °C (абсолютный минимум — −47 °C); самого тёплого месяца (июля) — 19,6 °C (абсолютный максимум — 38 °C). Безморозный период длится 142 дня. Среднегодовое количество атмосферных осадков составляет 477 мм, из которых около 330 мм выпадает в период с апреля по октябрь. Снежный покров держится в течение 150 дней.

### Часовой пояс
Посёлок Новониколаевский, как и весь Татарстан, находится в часовой зоне МСК (московское время). Смещение применяемого времени относительно UTC составляет +3:00.

## История
Возник в середине 1910-х годов.
С момента возникновения находился в составе Ильинской волости Казанского уезда Казанской губернии, после революции – уже в Каймарской (Арского кантона Татарской АССР, до 1924), Калининской (1924–?), и вновь Ильинской (до 1927 года) волостей. С 1927 года – в составе Казанского (1927–1938), Юдинского (1938–1958) и Зеленодольского (с 1958) районов.
На низшем административном уровне входил в состав Новониколаевского (1919–1932) и Осиновского (с 1932) сельсоветов.

## Население
| 2013 | 2016 | 2024 |
| ---- | ---- | ---- |
| 867  | ↘858 | ↘705 |

Население посёлка Новониколаевский в 2016 году составляло 858 человек. Было учтено 166 дворов.

### Национальный состав
Согласно результатам переписи 2002 года, в национальной структуре населения татары составляли 71 %, русские — 27 %.

## Образование
Детский сад № 50 «Умка» (открыт в 2020 году), в 1984-2011 годах работал детский сад «Ласточка» (бывший ведомственный СУ-856 треста «Каздорстрой»).
До 2011 года работала неполная школа, позже её здание было реконструировано под торгово-офисный центр.